# Westliche Kleinstbuschratte
Die Westliche Kleinstbuschratte (Nelsonia neotomodon) ist ein Nagetier in der Gruppe der Neuweltmäuse, das im Westen Mexikos vorkommt.

## Merkmale
Ausgewachsene Exemplare erreichen eine Kopf-Rumpf-Länge von 118 bis 121 mm, eine Schwanzlänge von 109 bis 117 mm und ein Gewicht von 43 bis 55 g. Sie besitzen 25 bis 30 mm lange Hinterfüße und 23 bis 25 mm lange Ohren. Mit ihrem hellbraunen Fell mit zimtfarbenen Schattierungen ist die Art oberseits heller als die Goldman-Kleinstbuschratte (Nelsonia goldmani). Im Gegensatz zu dieser Art hat die Westliche Kleinstbuschratte einen Schwanz der oberseits dunkel und unterseits hell ist. Oft sind die Hinterfüße und die Schwanzspitze weiß.

## Verbreitung
Das Verbreitungsgebiet liegt im südlichen Teil des Gebirges Sierra Madre Occidental. Es reicht vom Süden des mexikanischen Bundesstaates Durango bis in den Norden der Bundesstaaten Aguascalientes und Jalisco. Die Westliche Kleinstbuschratte wurde in Regionen registriert, die auf 2225 bis 2985 Meter Höhe liegen. Sie hält sich in kühlen und feuchten Wäldern auf, in denen Nadelbäume wie Kiefern und Tannen sowie Laubbäume wie Eichen und Pappeln vorherrschen. Für die Region sind steile Abhänge und Klamme typisch.

## Lebensweise
Für die Westliche Kleinstbuschratte wird eine nachtaktive Lebensweise angenommen. Die meisten Exemplare wurden auf dem Boden registriert. Einige Individuen hatten grüne Pflanzenteile im Magen, von denen angenommen wird, dass es Kiefernnadeln waren.

## Bedrohung
Intensive Forstwirtschaft könnte dazu führen, dass die Art in naher Zukunft von der IUCN als „potentiell gefährdet“ (near threatened) eingestuft wird. In der Roten Liste gefährdeter Arten von 2017 wird sie als „nicht gefährdet“ (least concern) gelistet.